# آلبوسویط
آلبوسویط، روستایی از توابع بخش هویزه شهرستان دشت آزادگان در استان خوزستان است كه نام البوسويط يكي از عشاير بزرگ عرب است

## جمعیت
این روستا در دهستان هویزه قرار دارد و براساس سرشماری مرکز آمار ایران در سال ۱۳۸۵، جمعیت آن ۱۹۴ نفر (۳۶خانوار) بوده‌است.